# Providence Friars
Providence Friars är en idrottsförening tillhörande Providence College och har som uppgift att ansvara för collegets idrottsutövning.

## Idrotter
Friars deltager i följande idrotter:
| Herrar - Basket - Fotboll - Friidrott - Ishockey - Lacrosse - Simning - Simhopp - Terränglöpning | Damer - Basket - Fotboll - Friidrott - Ishockey - Landhockey - Simning - Simhopp - Softboll - Tennis - Terränglöpning - Volleyboll |

## Idrottsutövare

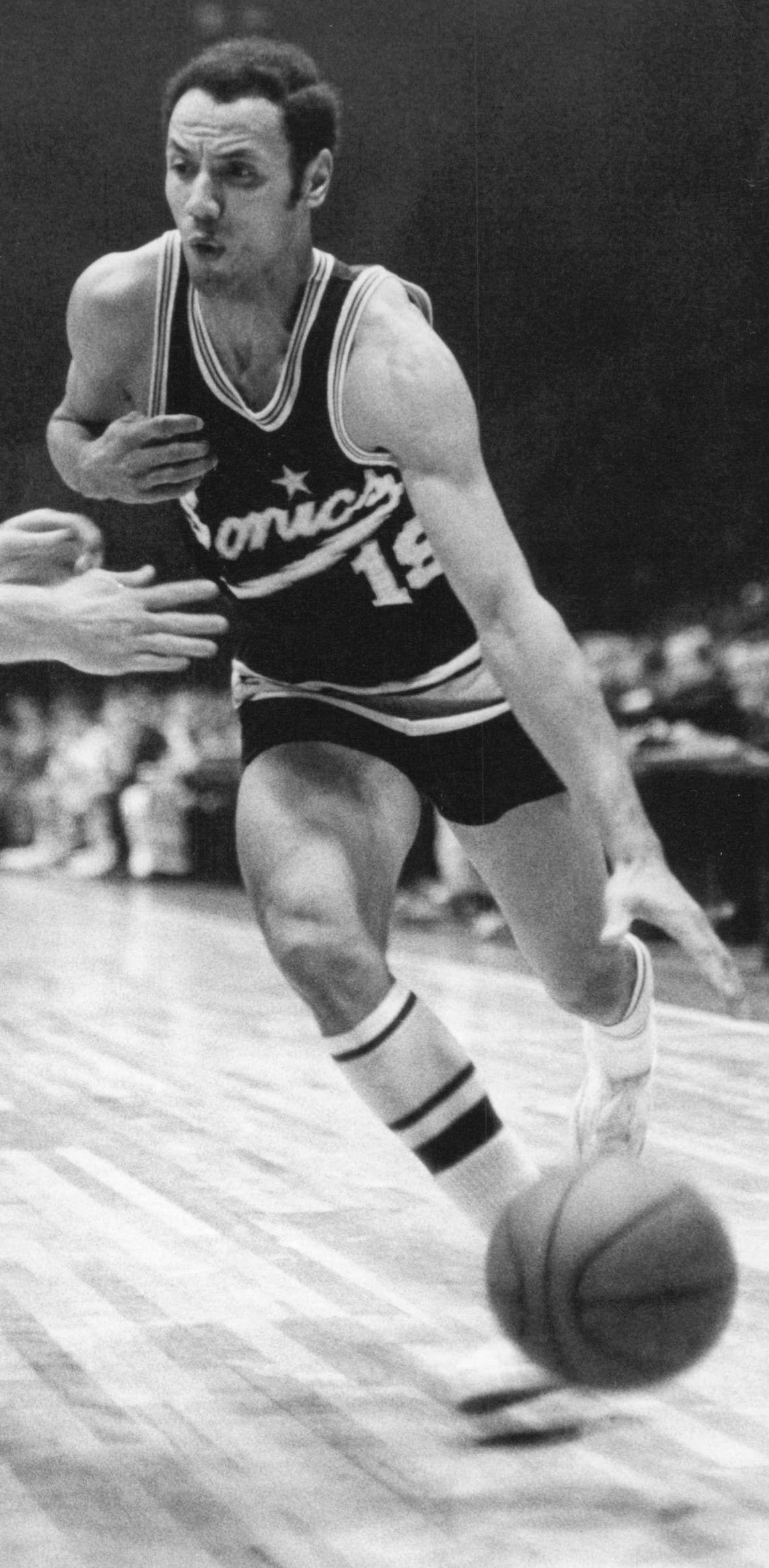
Lenny Wilkens.

| Basket - Devin Carter - Kris Dunn - Justin Minaya - Dickey Simpkins - Lenny Wilkens Friidrott - Mary Cullen - Roisin McGettigan - Kimberley Smith - John Treacy Ishockey - Noel Acciari - Chris Bailey - Laurie Baker - Brett Berard - Alana Blahoski - Lisa Brown-Miller - Brian Burke - Michael Callahan - Max Crozier - Sara DeCosta-Hayes - Vincent Desharnais - Brandon Duhaime | - Riley Duran - Mark Fayne - Parker Ford - Hal Gill - Jon Gillies - John Gilmour - Cammi Granato - Mark Jankowski - Geneviève Lacasse - Jay Leach - Colin McDonald - Vicki Movsessian-Lamoriello - Brian Pinho - Fernando Pisani - Jonathan Rheault - Kevin Rooney - Tim Schaller - Jaxson Stauber - Brandon Tanev - Matt Taormina - Chris Terreri - Karen Thatcher - Chris Therien - Jake Walman - Ron Wilson |